# Black Warrior
La rivière Black Warrior est un affluent de la rivière Tombigbee, située dans le centre ouest de l'état de l'Alabama aux États-Unis.

## Géographie
Le bassin de cette rivière, longue d'environ 286 km, draine une superficie de 16 250 km2 (6 275 mi2). Son versant supérieur englobe une zone boisée de hautes falaises à l'extrémité sud de la chaîne de montagnes des Appalaches et, au nord et à l'ouest de la ville de Birmingham. Dans sa partie inférieure elle coule à travers les forêts de la plaine côtière avant de rejoindre la rivière Tombigbee.